# Roger Soyer
Pour les articles homonymes, voir Soyer.
 (novembre 2019).
Si vous disposez d'ouvrages ou d'articles de référence ou si vous connaissez des sites web de qualité traitant du thème abordé ici, merci de compléter l'article en donnant les références utiles à sa vérifiabilité et en les liant à la section « Notes et références ».
 (août 2024).
 (août 2024).
Roger Soyer, né le 1er septembre 1939 à Thiais, est un chanteur lyrique français, à la tessiture de basse. 

## Biographie
Dès l'âge de onze ans, il fut soprano à la manécanterie des Petits chanteurs de la Nativité. Ce furent là les prémices de sa carrière lyrique.
Il travailla le chant avec Georges Daum avant son entrée au Conservatoire de Paris, dès l'âge de 19 ans, dans les classes de Georges Jouatte pour le chant et de Louis Musy pour la mise en scène.  Après son service militaire, il obtint un premier prix de chant et d'opéra-comique et l'année suivante son premier prix d'opéra avec l'air de Philippe II de Don Carlos, de Giuseppe Verdi.
Cette même année, il participe le 25 octobre à la création au Théâtre des Champs-Élysées de L'Opéra d'Aran de Gilbert Bécaud.
En 1963 il est engagé dans la troupe de la R.T.L.N (réunion de l’Opéra et de l’Opéra-Comique), dont il fera partie jusqu’en 1968. Il y chante de nombreux rôles, parmi lesquels, à l’Opéra-Comique, Colline (La Bohème, de Giacomo Puccini), Basilio (Il Barbiere di Siviglia, en français « Le Barbier de Séville », de Gioachino Rossini), Arkel (Pelléas et Mélisande, de Claude Debussy), et, à l’Opéra, Méphistophélès (Faust de Charles Gounod).
Pendant cette période, il se produit aussi en province et à l'étranger. On citera, entre autres rôles, dès 1963, Les Mamelles de Tirésias de Francis Poulenc à La Piccola Scala (rôle du mari), puis, en 1965, fait une première apparition au Festival d'Aix-en-Provence dans le rôle de Pluton de L'Orfeo de Claudio Monteverdi). En 1966, il participe au Festival de Salzbourg (rôle de Moralès dans Carmen, de Georges Bizet) et, en 1967, au Festival de musique sacrée de Pérouse (Hérode dans L'Enfance du Christ de Berlioz).
En 1968 il est en Irlande pour le  Festival de Wexford (rôle de Ralph dans La Jolie Fille de Perth de Georges Bizet) et débute aux États-Unis, à Miami, en concert (rôle de Frère Laurent dans Roméo et Juliette d'Hector Berlioz).
En 1969, il se fait remarquer à Aix-en-Provence pour son interprétation du rôle-titre de Don Giovanni (aux côtés de Teresa Stich-Randall et d'Elizabeth Harwood).
Don Giovanni sera par la suite son rôle de référence : on citera quelques productions prestigieuses comme celle d'Edimbourg en 1973 (sous la direction de Daniel Barenboïm) ; de Paris en mars 1975 (avec Margaret Price, Kiri Te Kanawa, Jane Berbié et José Van Dam, sous la direction de Georg Solti) ; de Genève en novembre 1975 (avec Gabriel Bacquier, Rachel Yakar, Anna Tomowa-Sintow et Matti Salminen) ; de Cologne, toujours en 1975 (avec Margaret Price et Lucia Popp), ou encore de Vienne en avril 1976 (avec Margaret Price, Leonie Rysanek et Giuseppe Taddei). C'est aussi le seul rôle, avec celui de Méphistophélès de Faust, qu'il a interprété au Metropolitan Opéra de New York (en 1972).
Il restera très fidèle au Festival d'Aix-en-Provence depuis sa première apparition en 1965, et s'y produira notamment en Basilio du Barbier de Séville de Rossini (1967), Arkel du Pelléas et Mélisande de Claude Debussy (1968), Don Giovanni (1969 et 1972) de Mozart, Léandre et Pluton du Carnaval de Venise d'André Campra (1975), enfin Jupiter de Psyché de Jean-Baptiste Lully (1987).
Après une création en 1972 (Sud de Kenton Coe), il est engagé pour les premiers rôles au Palais Garnier dès 1973, sous l'ère Rolf Liebermann. On citera parmi ses principales apparitions : Procida dans I Vespri Siciliani (Les Vêpres siciliennes) de Verdi en 1974 (aux côtés de Placido Domingo, qui dira de lui : « ... Peut-être plus belle encore du fait de la présence de Roger Soyer qui est vraiment un chanteur magnifique. »[réf. nécessaire]), Méphistophélès dans Faust en 1976 (avec Nicolai Gedda, Mirella Freni et Tom Krause), Alidoro dans La Cenerentola (Cendrillon, de Rossini, avec Teresa Berganza puis Frederica von Stade, 1977), Don Alfonso dans Così fan tutte de Mozart (1979), Rangoni dans Boris Godounov de Moussorgski (avec Ruggero Raimondi, Viorica Cortez et Ernest Blanc, 1980) et, la même année, Colline dans La Bohème de Puccini (avec Kiri Te Kanawa, Placido Domingo, et Tom Krause).
Comme au cours de son premier engagement à Paris, il mène en parallèle à ses prestations au Palais Garnier une intense carrière internationale (Munich, Stuttgart, Cologne, Bruxelles, Copenhague, Monte-Carlo, Venise, Florence, Rome, Turin, Prague, Lisbonne, San Antonio, Chicago, San Francisco, Buenos Aires...). En 1982 à la recréation à Lyon il tient le rôle d'Achis dans le David et Jonathas H.490 de Marc-Antoine Charpentier enregistré après chez Erato sous la direction de Michel Corboz, puis le comte Rodolfo de La Sonnambula de Vincenzo Bellini à Genève et en 1983, à l'Opéra de Dallas, il est Sulpice de La Fille du régiment de Gaetano Donizetti. 
En 1995, il fera à l'Opéra-Comique une apparition saluée par la presse dans le rôle de Nilakhanta de Lakmé de Léo Delibes (avec Natalie Dessay), avant de prendre définitivement congé du public sur la scène de ce même théâtre, celui de ses débuts,  dans le rôle de Ramon (Mireille, de Charles Gounod, 1995).
Roger Soyer est chevalier de l'Ordre National du Mérite, décoration qu'il a reçue du gouvernement français en décembre 1972.
Sa tessiture, relativement élevée, lui aura permis d'alterner d'authentiques rôles de basse (Arkel, Colline, Hérode dans L'Enfance du Christ, Méphistophélès dans Faust de Gounod, Ferrando dans Il Trovatore, de Verdi...) avec des rôles plus barytonnants (Don Giovanni, Don Alfonso de Cosí fan tutte, Alidoro de La Cenerentola, Méphistophélès de La Damnation de Faust, Albert dans Werther de Jules Massenet, ou encore Claudio de Béatrice et Bénédict de Berlioz).
Il compléta sa carrière théâtrale  en participant à de nombreux concerts spirituels et profanes, ainsi qu’à des récitals de mélodies et de lieder avec son frère Jean-Louis Soyer au piano.

## Discographie sélective
- Hector Berlioz, Les Troyens (l'ombre d'Hector), Choeur et Orchestre de Coven garden, dir. Colin Davis. 4 LP Philipps 1969 report CD 1986
- Hector  Berlioz, L’Enfance du Christ, Jane Berbié, Alain Vanzo, Roger Soyer, Claude Calès, Chœur d'oratorio, Maîtrise de l'ORTF, Orchestre national de l'ORTF, dir. Jean Martinon (Guilde internationale du disque/Concert Hall) [enregistré en janvier 1969]. Disponible sur ReDiscovery

## Sources
- Roland Mancini et Jean-Jacques Rouveroux, Le guide de l'opéra, Paris, Fayard, 1986  (ISBN 9782213595672)